# Hydrodeoxygenace
Hydrodeoxygenace (HDO) je druh hydrogenolýzy používaný k odstraňování kyslíku z organických sloučenin. Katalyzátorem bývá směs sulfidů niklu a molybdenu nebo kobaltu a molybdenu, nanesená na gama-oxid hlinitý. Souhrnná rovnice vypadá takto:
R2O + 2 H2 → H2O + 2 RH
První práce zabývající se HDO byla vydána v roce 1983.
HDO se využívají při výrobě biopaliv, kde se zpracovávají sloučeniny bohaté na kyslík, jako jsou sacharidy a lipidy. Jako příklad postupu zahrnujícího hydrodeoxygenaci lze uvést proces NExBTL.
HDO biomasy rychlou pyrolýzou za nízkého tlaku vodíku se staly oblíbeným předmětem výzkumu. Katalyzátorem je nejčastěji oxid molybdenový (MoO3), se kterým je možné zcela deoxygenovat celulózu, kukuřičný odpad a ligniny, a vytvořit směs aromatických uhlovodíků, alkenů a alkanů.
Z ekonomického hlediska lze pouze areny a alkeny vyrábět způsobem vhodným pro současná zařízení.